# Duits

— Het Duitse taalgebied —
Verspreiding van het Duits in West- en Midden-Europa

Verspreiding in de wereld

Het Duits (Deutsch) is een taal behorende tot de West-Germaanse tak van de Germaanse talen. Het is de officiële taal van Duitsland, Oostenrijk en Liechtenstein en een van de officiële talen van Zwitserland, Luxemburg, België (Oostkantons) en regionaal in: Denemarken (Zuid-Jutland) en Italië (Zuid-Tirol). In onder meer Namibië (een vroegere Duitse kolonie), Frankrijk (Elzas en Moselle) en landen in Midden-Europa en Oost-Europa wordt het ook gesproken, maar daar wordt het Duits niet als officiële taal erkend.
Met rond de 120 miljoen moedertaalsprekers is het Duits de grootste taal in de Europese Unie en na het Russisch de grootste taal in Europa.

## Geschiedenis
De geschiedenis van de Duitse standaardtaal kan in vier hoofdfasen (Sprachstufen) worden onderverdeeld:
- Oudhoogduits
- Middelhoogduits
- Vroegnieuwhoogduits
- Nieuwhoogduits

## Letters en cijfers

#### Letters zonder accent
In onderstaande tabel de letters met de bijbehorende namen. In de laatste kolom staat de naam in IPA.
| Hoofdletter | Kleine letter | Naam    | naam(IPA) |
| ----------- | ------------- | ------- | --------- |
| A           | a             | ah      | [a]       |
| B           | b             | beh     | [be]      |
| C           | c             | ceh zeh | [tse]     |
| D           | d             | deh     | [de]      |
| E           | e             | eh      | [e]       |
| F           | f             | ef      | [ɛf]      |
| G           | g             | geh     | [ɡe]      |
| H           | h             | hah     | [ha]      |
| I           | i             | ih      | [i]       |
| J           | j             | jot     | [jɒt]     |
| K           | k             | kah     | [ka]      |
| L           | l             | el      | [ɛl]      |
| M           | m             | em      | [ɛm]      |
| N           | n             | en      | [ɛn]      |
| O           | o             | oh      | [o]       |
| P           | p             | peh     | [pe]      |
| Q           | q             | quh     | [qu]      |
| R           | r             | er      | [ɛɹ]      |
| S           | s             | es      | [ɛs]      |
| T           | t             | teh     | [te]      |
| U           | u             | uh      | [u]       |
| V           | v             | vau     | [vɑu]     |
| W           | w             | weh     | [ʋe]      |
| X           | x             | ix      | [iks]     |
| Y           | y             | ypsilon | [ypsilɔn] |
| Z           | z             | zet     | [tsɛt]    |
| ẞ           | ß             | eszet   | [ɛstsɛt]  |

#### Letters met accent
Het Duits kent drie letters met een umlaut als accent.
| Hoofdletter | Kleine letter | Uitspraak(NL) | Uitspraak(IPA) |
| ----------- | ------------- | ------------- | -------------- |
| Ä           | ä             | ee            | [ɛ]            |
| Ö           | ö             | eu u          | [ø] [ɤ]        |
| Ü           | ü             | uu            | [y]            |

#### Tweeklanken
Het Duits kent de volgende tweeklanken
| Hoofdletters | Kleine letters | Uitspraak(NL) | Uitspraak(IPA) |
| ------------ | -------------- | ------------- | -------------- |
| SCH          | sch            | sj            | [ʃ]            |
| CH           | ch             | ch            | [x]            |
| NG           | ng             | ng            | [ŋ]            |
| EI           | ei             | ai            | [ɑɪ]           |
| EU           | eu             | oi            | [ɔɪ]           |
| AU           | au             | au ou         | [ɑu]           |
| OE           | oe             | eu            | [ø]            |

### Cijfers
| Cijfer | Naam   | IPA     |
| ------ | ------ | ------- |
| 0      | Null   | [nul]   |
| 1      | Eins   | [ɑɪɴs]  |
| 2      | Zwei   | [tsʋɑɪ] |
| 3      | Drei   | [drɑɪ]  |
| 4      | Vier   | [viɹ]   |
| 5      | Fünf   | [fyɴf]  |
| 6      | Sechs  | [zæks]  |
| 7      | Sieben | [zibəɴ] |
| 8      | Acht   | [ɑxt]   |
| 9      | Neun   | [nɔɪɴ]  |

## Spelling

### Spellingherziening van augustus 1998
Op 1 augustus 1998 werd de spelling van het Duits gewijzigd. Deze spelling geldt voor Duitsland, Oostenrijk, Zwitserland en Liechtenstein. Deze spellingshervorming is enigszins controversieel. Toonaangevende kranten als de Frankfurter Allgemeine Zeitung zijn dan ook inmiddels teruggegaan naar de oude spelling van vóór 1998. Ook Nobelprijs-winnares Elfriede Jelinek maakte kenbaar dat ze tegen de nieuwe spellingshervorming was.
- De ß wordt alleen nog gebruikt na lange klinkers en tweeklanken. Na de wijziging is het bijvoorbeeld nog steeds Fuß (voet) en Straße (straat), maar Fluß (rivier) en Anschluß zijn veranderd in Fluss en Anschluss. Meer hierover op de pagina over de ringel-s.
- Het wegvallen van een derde, zelfde medeklinker in samenstellingen is geschrapt. Het vroegere Schiffahrt (scheepvaart) is nu Schifffahrt (of Schiff-Fahrt).

### Spellingherziening van februari 2006
Na grote kritiek kwam er een herziening van de spellingherziening (Reform der Reform), waarin enkele spellingsveranderingen werden teruggedraaid.

### Zwitserland en Liechtenstein
Deze landen volgen de Duitse schrijfwijze voor het Zwitserse hoogduits, met uitzondering van de "ß" die altijd als "ss" geschreven wordt. Het Zwitserduits kent geen officiële spelling.

## Schrift
Vanaf de 16e eeuw werd drukwerk in Duitsland in het algemeen in Fraktur uitgevoerd. Aan het einde van de 19e eeuw kwam de in de rest van West-Europa gebruikelijke Antiqua in opkomst, aanvankelijk vooral in (Duitstalige) wetenschappelijke literatuur. Vanaf 1941 werd voor overheidsuitgaven en in het onderwijs uitsluitend nog Antiqua gebruikt.

## Grammatica
Zie Duitse grammatica voor een hoofdartikel over dit onderwerp.
Het Duits kent vier naamvallen:
- de nominatief: het onderwerp en naamwoordelijk deel van het gezegde.[2]
- de genitief: uitdrukken van de bezitter en aanvulling bij werkwoorden/voorzetsels[3]
- de datief: het meewerkend voorwerp en aanvulling bij werkwoorden/(keuze)voorzetsels[4]
- de accusatief: het lijdend voorwerp en aanvulling bij werkwoorden/(keuze)voorzetsels[5]

Bij de keuzevoorzetsels is de datief voor de plaats en het tijdstip en de accusatief voor de richting. Als het om geen van beide gaat wordt altijd de datief gekozen, behalve bij auf en über.
Verbuiging van lidwoorden (der- en ein-groep):
| Naamval    | Mannelijk    | Vrouwelijk  | Onzijdig     | Meervoud     |
| ---------- | ------------ | ----------- | ------------ | ------------ |
| Nominatief | der Wein     | die Suppe   | das Brot     | die Eier     |
| Nominatief | ein Wein     | eine Suppe  | ein Brot     | keine Eier   |
| Genitief   | des Weines   | der Suppe   | des Brotes   | der Eier     |
| Genitief   | eines Weines | einer Suppe | eines Brotes | keiner Eier  |
| Datief     | dem Wein     | der Suppe   | dem Brot     | den Eiern    |
| Datief     | einem Wein   | einer Suppe | einem Brot   | keinen Eiern |
| Accusatief | den Wein     | die Suppe   | das Brot     | die Eier     |
| Accusatief | einen Wein   | eine Suppe  | ein Brot     | keine Eier   |

Het bijvoeglijk naamwoord krijgt dezelfde eindletter als het bepaald lidwoord volgens deze tabel. De uitgang van het bijvoeglijk naamwoord is dan -e, -er, -em, -en of -es. Een uitzondering geldt als er reeds een lidwoord of voornaamwoord met een naamvalsuitgang is, dat zijn in de tabel hierboven de lidwoorden die geen gele achtergrond hebben. In dat uitzonderingsgeval krijgt het bijvoeglijk naamwoord een vereenvoudigde uitgang, en wel als volgt:
| Naamval    | Mannelijk | Vrouwelijk | Onzijdig | Meervoud |
| ---------- | --------- | ---------- | -------- | -------- |
| Nominatief | -e        | -e         | -e       | -en      |
| Genitief   | -en       | -en        | -en      | -en      |
| Datief     | -en       | -en        | -en      | -en      |
| Accusatief | -en       | -e         | -e       | -en      |

Het vervoegen van Duitse werkwoorden gaat op deze manier:
|             | Wohnen | Uitgang |
| ----------- | ------ | ------- |
| ich         | wohne  | e       |
| du          | wohnst | st      |
| er, es, sie | wohnt  | t       |
| wir         | wohnen | en      |
| ihr         | wohnt  | t       |
| sie, Sie    | wohnen | en      |

## De Duitse dialecten

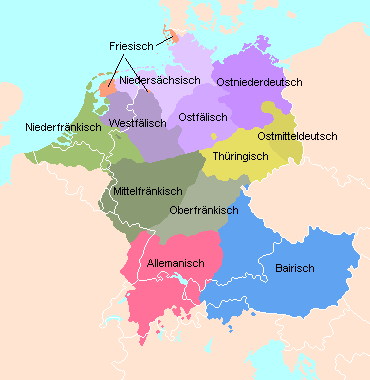
De subgroepen van het eerste niveau, na de hoofdgroepen Neder-, Middel- en Opperduits.
Het Nederfrankisch in Nederland, België en Frankrijk wordt tot het Nederlands gerekend

In het Duitse taalgebied zelf kan men twee grote dialectgroepen onderscheiden. Onder de noemer van het Nederduits (ook wel Nedersaksisch genoemd) zijn er allerlei streektaalbenamingen in gebruik, al dan niet als synoniem:
- Noord-Nedersaksisch (inbegrepen Oost-Fries en Holsteins);
- Westfaals en Oostfaals, Mecklenburgs-Voorpommers en Brandenburgs.

Vóór 1945 omvatte de Nederduitse dialectgroep ook het Oost-Pommers in Achter-Pommeren en het Nederpruisisch in Oost-Pruisen, naast de in die provincies bestaande Middelduitse dialectgroepen als het Silezisch en het Hoogpruisisch. Geografisch liep het Nederduitse taalgebied toen door tot in het huidige Litouwen. Al deze streektalen zijn echter, na de verdrijving van Duitsers na de Tweede Wereldoorlog, met hun sprekers uit de betreffende gebieden geheel verdwenen.
De Westmiddelduitse streektaalgroep is ontstaan uit de historische Rijnlandse Franconië (Rijnprovincie, Palts). Ripuarisch, Moezelfrankisch (waaronder Luxemburgs en Lotharings) en Rijnfrankisch behoren daartoe. Uit de Thüringen en de Oostmark komt de Oostmiddelduitse groep die omvat Thürings, Hoogsaksisch, Silezisch en Sudetenduits. De laatste twee dialectgroepen zijn ter plaatse verdwenen na de verdrijving van de bevolking na 1945.
Het Opperduits omvat Oost- en Zuid-Frankisch en streektalen die zich ontwikkelden uit het historische Bajuvarisch en nu als Beiers en Oostenrijks aangeduid worden en uit het historische Alemannisch waartoe het tegenwoordige Elzassisch, Zwabisch (in Baden-Württemberg) en Zwitser-Duits worden gerekend. Het grote verschil tussen de grote dialectgebieden is de al dan niet doorgevoerde tweede of Hoogduitse klankverschuiving. Zo zal men in het Nederduits eerder Pund, Water en ik zeggen, terwijl Hoogduitse dialectsprekers eerder Pfund, Wasser en ich zullen zeggen.
Met name omdat meer dan 12 miljoen Duitsers uit Midden-Europese staten en uit door Polen geannexeerde Duitse provincies zich na 1945 in het huidige Duitsland moesten vestigen, werd de communicatieve functie van het Hoogduits als algemeen verstaanbare taal in de naoorlogse tijd dwingend en zakte die van de streektalen weg. Dat was vooral in het noorden het geval maar in Beieren is het gebruik van de streektaal nog wel algemeen gebleven. In het noorden van Duitsland spreekt nog slechts een kleine en afnemende minderheid de Nederduitse streektalen. Buiten Duitsland is in Elzas-Lotharingen het gebruik van de streektalen ook marginaal geworden en lijkt het te gaan verdwijnen. In Luxemburg is de streektaal tot officiële taal gepromoveerd en geldt zij als algemene dagelijkse omgangstaal, hoewel vooral in de hoofdstad de concurrentie van het Frans aanzienlijk is. In Duitstalig Zwitserland zijn de varianten van het Zwitserduits de algemene omgangstalen en wordt het Hoogduits voornamelijk in schrijftaalfuncties gebruikt. In de Midden-Europese landen, zoals Polen, Hongarije en Roemenië, zijn nog restanten van de ooit talrijke Duitstalige minderheden overgebleven. Telden deze voor 1945 vier miljoen sprekers van het Duits, nu zijn dat er nog enkele tienduizenden.
Sinds het begin van de 19de eeuw heeft Duitse filologie en taalkunde de streektalen zeer uitgebreid beschreven en gedocumenteerd.

## Duits en continentaal West-Germaans
In de oudere taalwetenschappelijke literatuur wordt het begrip Duits soms als ouderwets synoniem voor het huidige begrip continentaal West-Germaans gebruikt. Beide begrippen bedoelen het huidige Duits, Nederduits/-saksisch en Nederlands en plaatsen die alle drie naast het Ingveoons (ofwel Noordzee-Germaans) waaronder dan het Engels en de Friese talen vallen.
Dit berust op het uitgangspunt dat een oorspronkelijke West-Germaanse taal bestond, die zich in de 3de en 4de eeuw van de jaartelling deelde in het zogenaamde Anglo-Fries (vermeende voorloper van Oudengels en Oudfries) en het "Oud-Duits", de veronderstelde voorloper van Oudhoogduits, Oudsaksisch en Oudnederlands, een indeling die in 1898 voor het eerst gemaakt werd door de taalwetenschapper Karl Müllenhoff.
Pas in 1943 stelde Friedrich Maurer een ander (en nauwkeuriger) model voor.
Tegenwoordig beschouwt men de indeling in Anglo-Fries en "Duits" als te eenvoudig en als onvoldoende.

## Periferie van het Duits

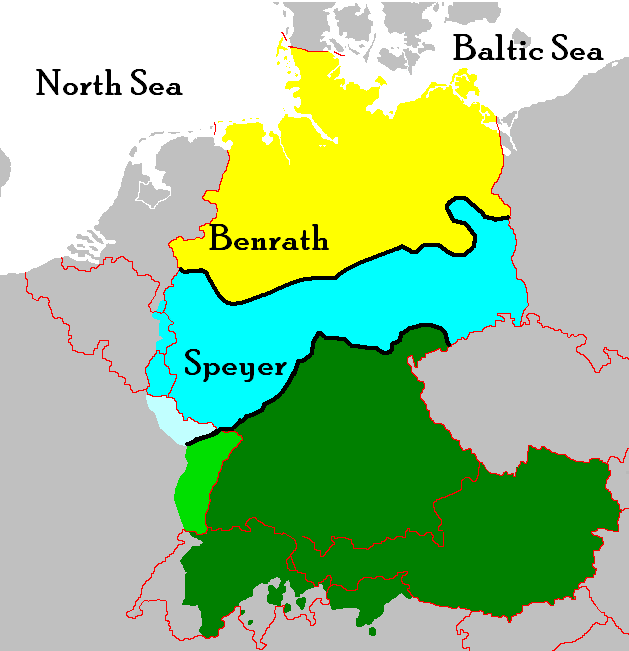
Het Standaardduits is gebaseerd op het Hoogduits (groen) en onderscheidt zich van het Middelduits (turkoois) en het Nederduits (geel). De zwarte lijnen geven de belangrijkste isoglossen weer, de Benrather linie en de Spierse linie.
In lichtere tinten zijn de corresponderende Franse gebieden aangegeven die behoren tot de Westelijke Periferie van het Duits

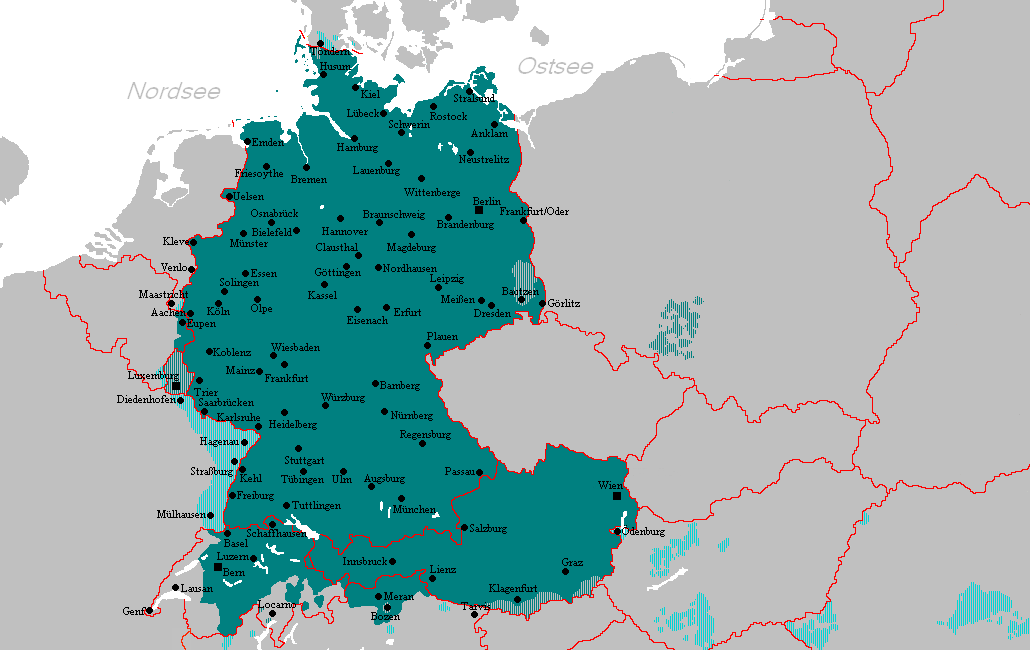
Verspreiding van het Duits: stamgebied en periferie binnen Europa, 2010

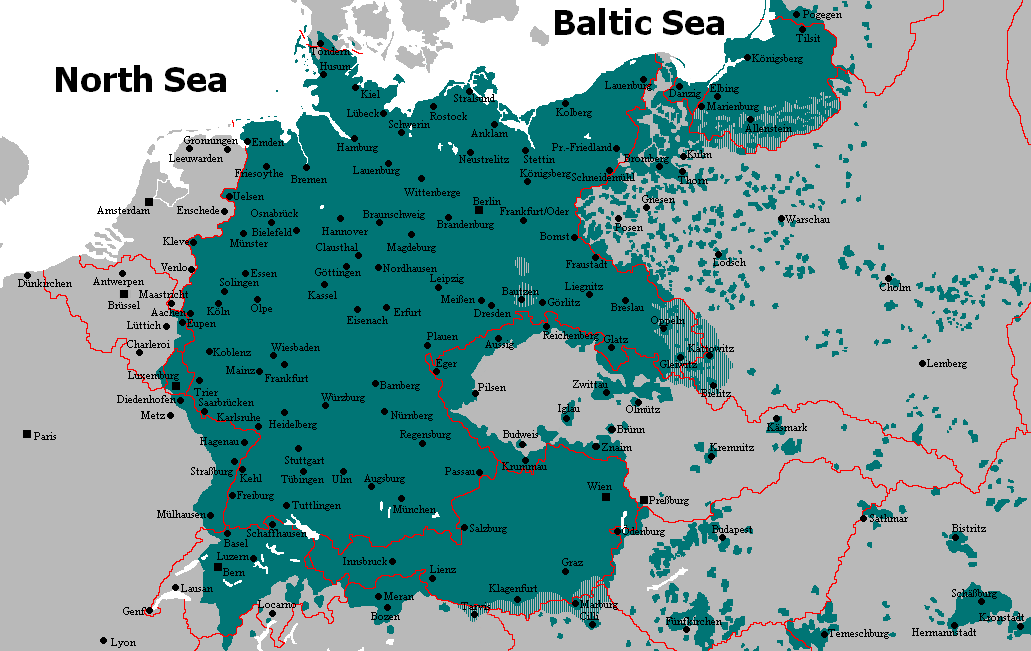
Duitse bevolking en Duits taalgebied in Centraal-Europa tot ca. 1945. (Staatsgrenzen zoals op 1 januari 1931.)

Onder de verzamelterm 'Periferie van het Duits' en als concept analoog aan een soortgelijk begrip voor het Nederlands, volgt hier een overzicht van taalvariëteiten of derivaten van het Duits die geografisch, sociolinguïstisch en/of typologisch op een grotere afstand van het 'stamgebied' en/of het Standaardduits staan dan andere, meer reguliere variëteiten van het Duits. Perifere variëteiten ontstaan uit het contact met en de invloed van een of meer exogene, niet-Duitse talen of dialecten. Zij kunnen zowel dialecten, regiolecten, contacttalen, mengtalen als sociolecten of groepstalen betreffen. In de meeste gevallen zijn dit variëteiten die in het verdere verleden in de periferie van het Duitse taalgebied zijn ontstaan. De kans op het ontstaan van moderne perifere variëteiten is gering, maar nog altijd aanwezig. Er moet worden onderscheiden in variëteiten ontstaan bij een perifeer-interne en bij een perifeer-externe omgeving.

### Binnen Europa
Tot de westelijke (perifeer-interne) periferie van het Duits behoren oostelijke en noordoostelijke (Nederduitse ofwel Nedersaksische) variëteiten van het Nederlands, zuidoostelijke (Nederfrankische) variëteiten van het Nederlands (Limburgs), het Luxemburgs, het Lotharings-Frankisch en het Elzassisch. Tot de zuidelijke (perifeer-interne) periferie behoren Zwitsers-Duitse dialecten, Oostenrijkse variëteiten in Karinthië en het Zuid-Tirools in de Italiaanse provincie Zuid-Tirol. Een kleine Duitstalige minderheid in enkele dorpen binnen de Italiaanse provincie Trentino wordt Zimbern genoemd.
In landen van het voormalige Oostblok wordt ook door restanten van de voor 1945 aanwezige miljoenen Duitstaligen hier en daar nog Duits gesproken, maar zonder officiële erkenning.

### Buiten Europa
In het Aziatische deel van de voormalige Sovjet-Unie was Duits nog de moedertaal van ongeveer twee miljoen inwoners, afstammelingen van de Zwarte Zee- en de Wolga-Duitsers (Wolgadeutsche) die in de 18e eeuw op uitnodiging van de tsaren naar Rusland trokken om nieuw veroverde maar weinig bewoonde streken te koloniseren. Deze Rusland-Duitsers stonden bekend onder verschillende naar regio's verwijzende namen: Zwarte Zee of Oekraïne-Duitsers, Krim-Duitsers, Kaukasus-Duitsers, Bessarabië-Duitsers en als bekendste de Wolga-Duitsers. Tussen 1939 en 1944 werden zij collectief van collaboratie beschuldigd en uitgewezen naar Siberië, vooral de oostelijke sovjetrepublieken. Na 1945 kregen de Mennonieten onder deze 'Duitsers' de gelegenheid om naar Amerika te emigreren. Na 1990 waren de overigen vrij om het land te verlaten en zijn de meesten van de 'Russlanddeutsche' naar Duitsland geëmigreerd.
Ook in Noord-Amerika (Canada en de Verenigde Staten) wonen nog ongeveer twee miljoen mensen die het Duits als moedertaal hebben, zij staan bekend als de Duitse Amerikanen. In Zuid-Amerika zijn ook Duitstalige minderheden te vinden, vooral in Argentinië, Brazilië, Chili en Paraguay. Zij bestaan uit Mennonieten in Paraguay, nakomelingen van 19de-eeuwse boerenimmigranten in deelstaten als Rio Grande, en als kleine maar bijzondere groep de na 1945 gevluchte nationaalsocialisten.

In Afrika wordt Duits gesproken in Namibië (een vroegere Duitse kolonie). In Australië wordt nog door ten minste 200.000 mensen Duits gesproken, terwijl er twee miljoen Duitse afstammelingen leven (voornamelijk rond Adelaide). Ook in Noord-Amerika (Canada en de VS) wonen nog zo'n twee miljoen mensen die als moedertaal het Duits hebben, vooral in North Dakota en South Dakota. Daarnaast bestaat het zogeheten Pennsylvania Dutch (eigenlijk Pennsylvaniadeitsch), dat geen derivaat is van het Nederlands, maar van Paltzische dialecten afstamt en voorts variëteiten als Texasdeutsch. Meestal worden deze varianten door religieuze gemeenschappen als de amish, de mennonieten en de hernhutters Hutterisch gesproken als hun eerste taal. In Zuid-Amerika ten slotte is er ook een minderheid aan Duitstaligen, vooral woonachtig in Brazilië, Chili, Argentinië en Paraguay.

### Op het Duits gebaseerdecreoolse talen
In het spoor van de Duitse koloniale expansie ontstond in het huidige East New Britain in de Grote Oceaan het zogeheten Unserdeutsch; in Namibië ontstond daarnaast nog het Kombuis-Duits (Küchendeutsch). Dit zijn de twee enige op het Duits gebaseerde creooltalen. Het Unserdeutsch is inmiddels echter bijna uitgestorven, omdat de meeste sprekers weggetrokken zijn. Het Kombuis-Duits kent nog ongeveer 15.000 – voornamelijk oudere – sprekers.
Verder zijn er in Papoea-Nieuw-Guinea omstreeks 150 woorden van Duitse herkomst behouden in de taal Tok Pisin.

### Overige mengtalen en invloeden op niet-Duitse dialecten
Als mengtaal uit Hoogduits en Nederduits was in de 16de eeuw het Missingsch in gebruik, voornamelijk in geschreven vorm, en tot heden werd het vaak gesproken in Hamburg. Het Petuh was een betekenis vooral in Flensburg voor een mengtaal van Hoogduits met Deense/Zuid-Jutlandse en Nederduitse elementen, die echter misschien niet als moedertaal bestond, maar ook kan worden beschouwd als een poging om Hoogduits te spreken van mensen met Deens en Nederduits achtergrond. Zuid-Jutlands is geen mengtaal, maar een Juts (Deens) dialect met veel leenwoorden uit het Duits en Nederduits en enige Nederduitse invloed op de uitspraak; dat is bijzonder het geval in de variant van Zuid-Juts dat ten zuiden van de Deens-Duitse grens wordt gesproken. Jiddisch wordt in oorsprong als een Duitse taal beschouwd omdat het zich baseert op het Rijnlands, maar veel ontleningen uit het Hebreeuws en de Slavische talen hebben het een eigen karakter gegeven en vóór 1945 was het ook als literatuurtaal in Midden en Oost-Europa in gebruik. Het Waterpools (Wasserpolnisch), gesproken in Opper-Silezië kent veel ontleningen aan het Duits, maar wordt als een Pools dialect beschouwd.

### Rotwelsch
Rotwelsch of Zigeunertaal is een mengelmoes van Jiddisch, Duits en Romani. Het is een verzamelbegrip voor geheimtalen of sociolecten van sociale randgroepen op basis van het Duits. Sedert de 13e eeuw kwamen deze in gebruik bij bedelaars, zwervers, trekkers (vaganten) en beoefenaars van zogeheten oneerbare beroepen. Waar deze groepen zich blijvend vestigden kregen de taal ook het karakter van regiolect. Veel Rotwelsche woorden zijn thans in de algemene omgangstaal opgenomen. De enigen die tegenwoordig nog Rotwelsch ofwel Jenisch spreken, zijn de Jenische woonwagenbewoners in Zwitserland, de Elzas en Baden-Württemberg.

## Cognaten en valse vrienden ten opzichte van het Nederlands
De woordenschat van het Nederlands vertoont sterke gelijkenissen met die van het Nederduits en Hoogduits. Het Nederlands en het Duits zijn zeer nauw verwante talen en kennen dus zeer veel cognaten. De meeste Nederlandse woorden lijken hierdoor zowel qua vorm als betekenis sterk op hun Duitse vertaalequivalent. Ook zijn het Nederlands en het Duits tot op zekere hoogte wederzijds verstaanbaar.
Toch is het voor Nederlandstaligen vaak juist hierdoor weer moeilijk om het Duits echt goed te verstaan en te spreken (en natuurlijk vice versa), aangezien veel etymologisch verwante woorden nét iets anders betekenen. Men moet bij zowel het verstaan als het spreken van Duits erg bedacht zijn op valse vrienden, enkele voorbeelden: See ‘meer’, Meer ‘zee’, Winkel ‘hoek’, einladen ‘uitnodigen’, bellen ‘blaffen’, dürfen ‘mogen’, brauchen ‘behoeven, benodigen’, werden ‘worden, zullen’, einstellen ‘opheffen’, machen ‘doen’ en schlimm ‘erg’.
De Nederlandse en de Duitse standaardtalen (resp. het Standaardnederlands en het Hochdeutsch) zijn in de desbetreffende staatsgebieden vooral sinds de 20e eeuw algemene omgangstalen geworden. Daarvoor waren deze talen exclusief uitdrukkingsmiddel van de 'beschaafde standen' en werden er algemeen streektalen gesproken met een onderling zeer grote variatie. De streektalen in Noord-Duitsland wijken sterk af van die elders en vertonen, meer dan met het Hoogduits, overeenkomst met het Nederlands, vormen zelfs een geheel met noordoostelijke Nederlandse streektalen. Zij worden ietwat verwarrend en onvolledig aangeduid als Nederduits (Niederdeutsch), Nedersaksisch (Niedersachsisch) en Platduits (Plattdeutsch). Voor de zuidoostelijke Nederlandse streektalen geldt dat zij een geheel vormen met de streektalen van het Duitse Nederrijngebied tot de lijn Aken-Keulen. Duits-Nederlandse taalgrenzen waren daarom voor de dagelijkse omgangstaal tot in de moderne tijd niet te trekken. Maar nu een toenemende meerderheid van de bevolking geen streektaal meer spreekt en op de standaardtaal is overgestapt, is de staatsgrens niet langer alleen formeel maar ook feitelijk als een taalgrens gaan fungeren.